# Palais Felicini-Fibbia
Le Palazzo Felicini, puis Fibbia, puis Pallavicini et actuellement Calzolari, est un bâtiment historique de style Renaissance situé dans le centre historique de Bologne.

## Histoire
Il a été construit en 1497 à la demande de Bartolomeo Felicini, pour être complété par son fils Giovanni. Entre les XVe et XVIe siècles, cette famille de banquiers fut l'une des principales de la ville, à tel point qu'elle fut représentée au Sénat bolognais de 1506 à 1584. Le palais fut vendu en 1537 au cardinal Pucci, dont les héritiers cédèrent la résidence à la famille Fibbia, qui en fut propriétaire jusqu'en 1746. Les décorations picturales encore visibles à l'intérieur remontent au XVIIe siècle.
Au cours de l'histoire, le Palazzo Felicini-Fibbia a accueilli plusieurs personnalités importantes, telles que le pape Léon X, le roi français François Ier, Julien de Médicis et Léonard de Vinci. En 1906, une première restauration de la façade a été réalisée, tandis qu'en 1998 une seconde a été réalisée selon des critères plus scientifiques.

## Description
Le bâtiment présente une élégante façade en brique de style Renaissance. Au-dessus du portique typique, il y a des fenêtres enrichies de précieuses décorations en terre cuite, tandis que les corniches divisent l'espace horizontalement.
À l'intérieur se trouve une cour à arcades. Les salles contiennent des œuvres de quelques peintres de l'école principalement bolognaise : L'Aurore et Le Crépuscule sont de Domenico Santi (le « Mengozzino ») et Domenico Maria Canuti ; les fresques de la petite chapelle familiale ont été réalisées par Angelo Michele Colonna, dans le vestibule des peintures de Giacomo Alboresi et dans la salle d'honneur, des portraits des familles passées. Le palais abrite également des œuvres d'Alessandro Algardi, de Alfonso Lombardi et de Francesco Francia.

## Source
- (it) Cet article est partiellement ou en totalité issu de l’article de Wikipédia en italien intitulé « Palazzo Felicini-Fibbia » (voir la liste des auteurs).